# Comunidad Francesa de Bélgica
La Comunidad Francesa de Bélgica (en francés: Communauté française de Belgique) es una de las tres comunidades lingüísticas de Bélgica. Su sede se encuentra en Bruselas y opera dentro de las regiones belgas de Bruselas-Capital y Región Valona. Desde 2011, la Comunidad francesa utiliza el nombre de Federación Valonia-Bruselas (en francés: Fédération Wallonie-Bruxelles), que es controvertido porque su nombre en la constitución belga no ha cambiado y porque se considera una declaración política. El nombre "Comunidad Francesa" se refiere a los belgas francófonos, y no a los franceses que residen en Bélgica. Como tal, la Comunidad Francesa de Bélgica se presenta a veces en inglés como "the French-speaking Community of Belgium" para mayor claridad, por analogía con la Comunidad Germanófona de Bélgica.
La Comunidad no designa a un territorio, sino a la comunidad de personas que se comunican en lengua francesa y que viven en las áreas donde la Comunidad tiene competencias. La Comunidad, o Federación Valonia-Bruselas dispone de instituciones propias: parlamento y gobierno, y ejerce sus competencias en los ámbitos de educación, cultura, política lingüística, medios de comunicación, investigación, salud, juventud y deportes.

## Descripción
La Comunidad Francesa agrupa a 4,2 millones de ciudadanos francófonos, de los cuales 3,3 millones (78,6 %) viven en la Región Valona y 0,9 millones (21,4 %) en la Región de Bruselas-Capital. Los valones residentes en el área de habla alemana de los Cantones del Este, los flamencos de Bruselas, y los francófonos residentes en la periferia flamenca de Bruselas no forman parte de la Comunidad Francesa.

## Ámbito de actuación y competencias
El ámbito de actuación de la Comunidad Francesa está restringido a la Región Valona (exceptuando el área germanófona de los Cantones del Este), y a la región bilingüe de Bruselas-Capital, donde comparte competencias con la Comunidad Flamenca.
La Comunidad Francesa dispone de instituciones propias, y tiene competencias plenas en las áreas de educación, cultura, política lingüística, medios de comunicación, investigación, salud, juventud y deportes. 

## Instituciones
La ciudad de Bruselas es la sede del Parlamento y del Gobierno de la Comunidad Francesa.

### Parlamento
El Parlamento se compone de 94 miembros (los 75 miembros del Parlamento valón y 19 miembros elegidos entre los cargos electos francófonos del Parlamento de la región de Bruselas capital).

### Gobierno
El Parlamento elige al Gobierno. Uno de sus miembros pertenece al menos a la región de Bruselas capital. 
Desde el 20 de marzo de 2008, el Gobierno de la Comunidad Francesa está presidido por Rudy Demotte, miembro del Partido Socialista (PS) y ministro-presidente del gobierno valón.

## Historia
- 1970: creación de las Comunidades culturales (francesa, neerlandesa, alemana)
- 1980: transformación en Comunidades Francesa, Flamenca, Germanófona con competencia para las “materias personalizables”.
- 1988: nuevas competencias (enseñanza, medios de comunicación,…)

## Una Comunidad poco popular
La Comunidad Francesa no tiene la unanimidad en la Región Valona. Algunos políticos valones desearían que las competencias de la Comunidad estuvieran transferidas a la Región, pero es difícil saber qué apoyo tendría este tipo de proyecto.
Por otra parte, el debate se refiere también al hecho de que la Comunidad constituiría un cimiento cultural entre los francófonos de Bélgica. Según la tesis de los “comunitaristas”, una distribución de las competencias culturales, educativas y sociales entre las Regiones valona y bruselense correría el riesgo de entorpecer esta cohesión. En cambio, los “regionalistas” consideran que la solidaridad entre valones y bruselenses francófonos no sería rota por la regionalización de las competencias, y dan como ejemplo Alemania donde estas competencias incumben a los Estados Federados, sin que la solidaridad alemana esté debilitada.

## Terminología
La Comunidad Francesa de Bélgica a veces se llama 
Comunidad Valonia-Bruselas para evitar la confusión con las personas de nacionalidad francesa que residen en Bélgica. Y básicamente para hacer honor al más importante componente, el valón (80% de la población).
Sin embargo, esta terminología no es oficial y no figura en ninguna parte en la constitución belga, ni en ningún otro texto. No es aceptada por los partidos flamencos, quienes consideran que este nombre crea una confusión sugiriendo que engloba tanto a todos los valones como a todos los bruselenses, ignorando así la existencia de los flamencos de Bruselas. Para aclarar esta doble ambigüedad, el sitio Web de la Comunidad y de las instancias como el Parlamento utilizan más bien el término Comunidad Francesa Valonia-Bruselas (en abreviatura CFWB) para comunicarse con los ciudadanos.

## Bandera
Uno de los símbolos de la Comunidad Francesa es la bandera de Valonia que fue elegida oficialmente por el Consejo Cultural de la Comunidad Cultural Francesa el 20 de julio de 1975, pero ya consagrada como tal en el congreso valón de 1920. El decreto del 3 de julio de 1991 precisa en su artículo 4 que la “bandera de la Comunidad Francesa es amarilla con un gallo rojo de pelea”, diseñado por Pierre Paulus. Se enarbola el 27 de septiembre. Desde el 15 de julio de 1998, la bandera valona es también y oficialmente la de Región valona, la que era oficiosamente desde hace 65 años.